# 1970年の自転車競技
1970年の自転車競技についてまとめる。

## 主なできごと
- 秩父宮妃賜杯競輪開催期間中に、選手宿舎で「チンチロリン大会」が行われていたことが後日マスコミ各社で報道されたことに対し、当大会の冠を頂く秩父宮妃勢津子が激怒し、開催返上を申し出たため、秩父宮妃賜杯競輪は当年の開催をもって廃止されることになった。
- 全国都道府県選抜競輪が当年度の開催地不決定を受け廃止となる。また、オールスター競輪についても、当年度の開催地不決定につき開催見送り。
- 美濃部亮吉・東京都知事の都営ギャンブル廃止表明により、1968年11月を最後に後楽園競輪場での日本選手権競輪開催が返上されたことを受け、1969年度の同大会は2月に一宮競輪場で、当年度の同大会は11月に岸和田競輪場で行われた。なお、同大会の11月開催は当年が最後となった。
- 当年のツール・ド・フランス第14ステージ、モン・ヴァントゥのゴールを制したエディ・メルクスが、レース終了後呼吸困難に陥るほどのダメージを受けたが、その後もマイヨ・ジョーヌを守って総合2連覇達成。またメルクスは当年のジロ・デ・イタリアでも総合優勝を果たしており、1964年のジャック・アンクティル以来となる、ジロ、ツールの同一年度総合優勝を達成。
- エリック・デ・フラミンク、シクロクロス世界選手権・プロ部門3連覇。
- 特別競輪4回制覇の実績を誇る吉川多喜夫が、当年7月28日のレース以降、謎の長期休養期間に入り、その間一度もレースをすることなく、当年12月18日付で選手登録削除され引退。

## 主な成績

### ロードレース
- ブエルタ・ア・エスパーニャ：4月23日〜5月12日
  - 総合優勝：ルイス・オカーニャ（ スペイン、Bic） 89時間57分12秒
  - ポイント賞：ギド・レイブルック（ ベルギー）
  - 山岳賞：アグスティン・タマメス（ スペイン）
- ジロ・デ・イタリア：5月18日〜6月7日
  - 総合優勝：エディ・メルクス（ ベルギー、ファーミノ） 90時間08分47秒
  - ポイント賞：フランコ・ビトッシ（ イタリア）
  - 山岳賞：マルタン・ファン・デン・ボス（ ベルギー）
- ツール・ド・フランス：6月27日〜7月19日
  - 総合優勝：エディ・メルクス（ ベルギー、ファーミノ） 96時間45分14秒
  - ポイント賞：ワルテル・ホデフロート（ ベルギー）
  - 山岳賞：エディ・メルクス（ ベルギー）
- 世界選手権・プロロードレース：8月15日、 イギリス・レスター
  - 優勝：ジャンピエール・モンセレ（ ベルギー） 6時間33分58秒
- ミラノ〜サンレモ：4月14日
  - 優勝：ミケーレ・ダンチェッリ（ イタリア）
- ロンド・ファン・フラーンデレン：4月5日
  - 優勝：エリック・ルマン（ ベルギー）
- パリ〜ルーベ：4月12日
  - 優勝：エディ・メルクス（ ベルギー）
- リエージュ〜バストーニュ〜リエージュ：4月17日
  - 優勝：ロジェ・デ・フラミンク（ ベルギー）
- ジロ・ディ・ロンバルディア：10月10日
  - 優勝：フランコ・ビトッシ（ イタリア）
- スーパープレスティージュ
  - 優勝：エディ・メルクス（ ベルギー）

### トラックレース

#### 競輪
- 日本選手権競輪：決勝日・2月16日 一宮競輪場
  - 優勝：工藤元司郎（東京）
- 秩父宮妃賜杯競輪：決勝日・3月5日 西武園競輪場
  - 優勝：福島正幸（群馬）
- 高松宮賜杯競輪：決勝日・9月23日 大津びわこ競輪場
  - 優勝：田中博（群馬）
- 日本選手権競輪：決勝日・11月6日 岸和田競輪場
  - 優勝：荒川秀之助（宮城）
- 競輪祭：競輪王戦決勝日・12月7日、新人王戦決勝日・11月30日 小倉競輪場
  - 全日本競輪王戦優勝：福島正幸（群馬）
  - 全日本新人王戦優勝：荒川秀之助（宮城）
- 賞金王：福島正幸（群馬） - 16,866,540円

### シクロクロス
- 世界選手権自転車競技大会：2月22日  ベルギー・ヒュースデン＝ゾルダー
  - プロ優勝：エリック・デ・フラミンク（ ベルギー）

## 誕生
- 1月13日 - マルコ・パンターニ ( イタリア、ロードレース選手、✝2004年)
- 1月18日 - ペーター・ファンペテヘム ( ベルギー、ロードレース選手)
- 1月19日 - ホセ・アントニオ・エスクレド ( スペイン、トラックレース選手)
- 1月22日 - アブラハム・オラーノ ( スペイン、ロードレース選手)
- 2月15日 - イエンス・フィードラー ( 東ドイツ→ ドイツ、トラックレース選手)
- 3月13日 - ステファヌ・グベール ( フランス、ロードレース選手)
- 3月22日 - レオンティエン・ファンモールセル ( オランダ、女子ロードレース&トラックレース選手)
- 5月2日 - 後閑信一 ( 日本、競輪選手)
- 5月8日 - 橋川健 ( 日本、ロードレース選手)
- 5月27日 - ミケーレ・バルトリ ( イタリア、ロードレース選手)
- 6月15日 - 吉岡稔真 ( 日本、競輪選手)
- 7月3日 - セルヒーイ・ゴンチャール ( ウクライナ、ロードレース選手)
- 8月18日 - セドリック・ヴァスール ( フランス、ロードレース選手)
- 9月23日 - 岡部芳幸 ( 日本、競輪選手)
- 12月17日 - パヴェル・パドルノス ( チェコ、ロードレース選手)